# Donald Somervell
Donald Bradley Somervell, baron Somervell of Harrow (ur. 24 sierpnia 1889, zm. 18 listopada 1960) – brytyjski prawnik i polityk, członek Partii Konserwatywnej, minister w drugim rządzie Winstona Churchilla.
Wykształcenie odebrał w Harrow School, następnie studiował chemię na Uniwersytecie Oksfordzkim. Rozpoczął praktykę adwokacką w korporacji Inner Temple, ale przerwał ją wybuch I wojny światowej. W 1916 r. powrócił do korporacji i rozpoczął specjalizację w zakresie prawa handlowego.
W 1929 r. Somervell wystartował bez powodzenia w wyborach do Izby Gmin w okręgu Crewe. Do parlamentu dostał się dopiero w 1931 r. W 1933 r. został Radcą Generalnym. Trzy lata później objął stanowisko prokuratora generalnego. W 1945 r. był przez krótki czas ministrem spraw wewnętrznych w gabinecie dozorującym Churchilla.
Somervell utracił miejsce w parlamencie po wyborach 1945 r. Powrócił do pracy prawnika i w 1946 r. został sędzią Sądu Apelacyjnego Anglii i Walii. W 1954 r. otrzymał dożywotni tytuł parowski barona Somervell of Harrow i zasiadł w Izbie Lordów jako par prawny. Odszedł na emeryturę w 1960 r., na krótko przez swoją śmiercią. Został pochowany w kościele św. Marii w Oxfordshire.